# Ліванський університет
Ліванський університет (араб. الجامعة اللبنانية, фр. Université Libanaise) — єдиний державний університет Лівану. Розташований в передмісті Бейруту Баабда. Заснований 1951 року. Університет має 17 факультетів.

## Факультети
У структурі університету 17 факультетів, у тому числі дві установи, приєднані до університету: 
1. Факультет літератури та гуманітарних наук
2. Факультет права, політичних та адміністративних наук
3. Факультет наук
4. Факультет суспільних наук
5. Факультет образотворчого мистецтва
6. Факультет педагогіки
7. Факультет журналістики та документознавства
8. Факультет з Ділового адміністрування та економічних наук
9. Факультет інженерних наук
10. Факультет аграрних наук
11. Факультет  охорони здоров'я
12. Факультет медицини
13. факультет стоматології
14. Факультет фармації
15. Факультет Туризму та готельної справи
16. Інститут прикладних та економічних наук
17. Академічний інститут з технології